# Carlos Deltour
Carlos Deltour (født 8. april 1864, død 29. maj 1920) var en fransk roer som deltog i OL 1900 i Paris.
Deltour vandt en bronzemedalje i roning under OL 1900 i Paris. Sammen med Antoine Védrenne og styrmanden Raoul Paoli kom den franske toer på en tredjeplads efter to hollandske både.